# EDMOND
EDMOND NRW (Elektronische Distribution von Bildungsmedien on Demand der Medienzentren NRW) bezeichnete bis August 2021 einen Online-Mediendienst in Nordrhein-Westfalen, der allgemein- und berufsbildende Schulen mit digitalen Medien für Unterrichtszwecke versorgte. Die Medien standen über Download und Streaming zur Verfügung. Angeboten wurden Unterrichtsfilme, modularisierte Unterrichtsfilme, Audiodateien, als Webs aufbereitete komplette didaktische DVDs  und Lernsoftware einschließlich schriftlichem Begleitmaterial.
Getragen wurde der Mediendienst EDMOND NRW, der aus einem als SEMIK-Modellprojekt durchgeführten Pilotprojekt der Bund-Länder-Kommission hervorgegangen war, von den Medienzentren in NRW. Federführend waren die beiden Landesmedienzentren (LVR-Zentrum für Medien und Bildung und LWL-Medienzentrum für Westfalen), die vom Landschaftsverband Rheinland und vom Landschaftsverband Westfalen-Lippe getragen werden.
Im August 2021 wurde EDMOND NRW mit dem Portal des Landes learn:line NRW zur Bildungsmediathek NRW zusammengeführt. Träger sind nun die beiden genannten Landschaftsverbände sowie das Ministerium für Schule und Bildung NRW in Kooperation mit allen kommunalen Medienzentren in Nordrhein-Westfalen.